# أونزره بستن (برنامج تلفزيوني)
أونزيره بستن (بالألمانية: Unsere Besten)، وتعني «أفضلنا»، هو برنامج تلفزيوني مسلسل عرضته قناة ZDF الألمانية الحكومية في نوفمبر 2003، بعد نجاح البرنامج البريطاني «البريطانيون المائة الأعظم» وما دار على مداره من البرامج.

## طريقة الاختيار ومعاييره
جرى التصويت في أوساط الشعب الألماني باستخدام البطاقات البريدية والرسائل النصية والإنترنت لاختيار أكثر الألمان أهمية، سواء كانت شخصيات معاصرة أو تاريخية، من قائمة ضمت أكثر من 300 شخصًا إلى جانب اقتراحات إضافية، وذلك ردًا على سؤال «مَن هم أعظم الألمان؟» (بالألمانية: Wer sind die größten Deutschen?).
كانت معايير الاختيار الموضوعة مسبقًا هي:
1. استبعاد الشخصيات المثيرة للجدل، والتي عاشت في حقب معينة من التاريخ الألماني (كأدولف هتلر وإريش هونيكر.
2. التحديد المسبق لمن يمكن اعتباره «ألمانيًا» في المقام الأول، وذلك لوجود تعقيدات وتحولات حدودية في التاريخ الألماني كانت كفيلة باستبعاد أشخاص كموتسارت ورومي شنايدر (النمسا) أو ألبرت شفايتزر (فرنسا).

غير أن وجود نيكولاوس كوبرنيكوس ـ الذي كان يتحدث الألمانية ويكتب بها ـ في قائمة العلماء أدى إلى جدل في بولندا، التي تعده من أبطالها القوميين، فأعلنه مجلس الشيوخ البولندي «بولنديًا استثنائيًا» في 12 يونيو 2003، وكذلك أثار وجود موتسارت وفرويد بين المرشحين جدلًا مماثلًا في النمسا.
وعندما وصل الاختيار إلى مرحلته النهائية (أفضل عشرة)، حُدد لكل مرشح «سفير» (صحفي على الأغلب) كانت مهمته شرح أعمال وأهمية شخصيته المفضلة، وهم:
1. غيدو كنوب سفيرًا لكونراد أديناور
2. مارغوت كيسمان سفيرة لمارتن لوثر
3. غريغور غيزي سفيرًا لكارل ماركس
4. آليس شفارتسر سفيرة للأخوين صوفي وهانس شول
5. فريدريش نوفوتني سفيرًا لفيلي برانت
6. غوتس ألسمان سفيرًا ليوهان سباستيان باخ
7. بيتر زودان سفيرًا ليوهان فولفغانغ فون غوته
8. فولف فون لويفسكي سفيرًا ليوهانس غوتنبرغ
9. هيلموت ماركفورت سفيرًا لأوتو فون بسمارك
10. نينا روغه سفيرة لألبرت أينشتاين

## العشرة الأفضل
| المرتبة | الشخصية                      | الشخصية                 | الأهمية | من دافع عن ترشيحه                                | Ref. |
| ------- | ---------------------------- | ----------------------- | --- | ------------------------------------------------ | ---- |
| 1       | Konrad Adenauer !            | كونراد أديناور          | مستشار ألماني غربي، جعل من ألمانيا ما بعد الحرب أمة ديمقراطية مرة أخرى، كما جعل منها قوة سياسية واقتصادية.                                                   | غيدو كنوب، صحفي وكاتب.                           |      |
| 2       | Martin Luther !              | مارتن لوثر              | قس ولاهوتي وناشط، أسس البروتستانتية | مارغوت كيسمان، لاهوتية                           |      |
| 3       | Karl Marx !                  | كارل ماركس              | كاتب واقتصادي وفيلسوف، أسس الشيوعية. | غريغور غيزي، سياسي                               |      |
| 4       | Sophie Scholl, Hans Scholl ! | صوفي شول وهانس شول      | ناشطان من أعضاء حركة الوردة البيضاء المناهضة للنازية أثناء الحرب العالمية الثانية.                                                                           | آليس شفارتسر، صحفية                              |      |
| 5       | Willy Brandt !               | فيلي برانت              | مستشار ألماني غربي، طبّع العلاقات مع ألمانيا الشرقية وانتهج سياسات سلمية وقدّم عدة اعتذارات علنية عن حروب ألمانيا السابقة. حصل على جائزة نوبل للسلام سنة 1971. | فريدريش نوفوتني، صحفي                            |      |
| 6       | Johann Sebastian Bach !      | يوهان سباستيان باخ      | مؤلف موسيقي، ما زالت أعماله تُعزف وما زال لها معجبون في مختلف أنحاء العالم.                                                                                   | غوتس ألسمان، مغنٍّ ومقدم برامج تلفزيونية.          |      |
| 7       | Johann Wolfgang von Goethe ! | يوهان فولفغانغ فون غوته | شاعر وروائي وكاتب مسرحي، يعد أكثر من كتب باللغة الألمانية تأثيرًا في التاريخ. من أعماله "آلام فرتر" و"فاوست".                                                 | بيتر زودان، ممثل ومخرج وسياسي.                   |      |
| 8       | Johannes Gutenberg !         | يوهانس غوتنبرغ          | طبّاع، ابتكر آلة الطباعة. | فولف فون لويفسكي، صحفي.                          |      |
| 9       | Otto von Bismarck !          | أوتو فون بسمارك         | قائد عسكري ومستشار، وحّد ألمانيا. | هيلموت ماركفورت، صحفي.                           |      |
| 10      | Albert Einstein !            | ألبرت أينشتاين          | فيزيائي نظري، اكتشف نظرية النسبية العامة وقانون الظاهرة الكهروضوئية. عُرف بتوجهاته الداعية للسلام، وحصل على جائزة نوبل في الفيزياء سنة 1921.                  | نينا روغه، صحفية ومقدمة برامج تلفزيونية وروائية. |      |

## من 11 إلى 100
1. أدولف كولبينغ (1813–1865): قس وناشط إنساني. قدّم الدعم الاجتماعي لشباب العمال. طُوّب في سنة 1991.
2. لودفيج فان بيتهوفن (1770–1827): مؤلف موسيقي.
3. هلموت كول (1930–2017): المستشار الألماني الأسبق (1982 ـ 1998)، قام بدور محوري في توحيد ألمانيا.
4. روبرت بوش (1861–1942): مخترع ورجل صناعة، أسس شركة بوش.
5. دانيال كوبلبوك (1985–): مغني بوب.
6. كونراد تسوزه (1910–1995): مخترع أول حاسوب رقمي في العالم، وهو الحاسوب Z4.
7. يوسف كنتينيش (1885–1968): قس ولاهوتي، أسس حركة شونشتات الرسولية.
8. ألبرت شفايتزر (1875–1965): طبيب وناشط إنساني عمل في أفريقيا. حصل على جائزة نوبل للسلام سنة 1952.
9. كارلهاينز بوم (1928–2014): ممثل وناشط في الأعمال الخيرية.
10. فولفغانغ أماديوس موزارت (1756–1791): مؤلف موسيقي (موسيقى ليلية صغيرة، الناي السحري). ولد في زالتسبورغ, التي كانت آنذاك تعرف بأسقفية زالتسبورغ بالإمبراطورية الرومانية المقدسة، وهي تقع اليوم في النمسا.
11. هلموت شميت (1918–2015): مستشار (1974–1982).
12. ريغينه هيلدبرانت (1941–2001): سياسي.
13. آليس شفارتسر, (1942–) صحفية نسوية، مؤسسة مجلة إيما.
14. توماس غوتشالك (1950–): مذيع إذاعي وتلفزيوني (Wetten, dass..?)
15. هربرت غرونماير, (1956–) مغني روك وممثل وناشط إنساني.
16. مايكل شوماخر (1969–): سائق سيارات سباق.
17. لودفيغ إيرهارت (1897–1977): مستشار (1963–1966). قاد الإصلاحات الاقتصادية الألمانية في حقبة ما بعد الحرب، مما أدى إلى ما سمي بالمعجزة الاقتصادية الألمانية.
18. فيلهلم كونراد رونتغن (1845–1923): فيزيائي، اكتشف الأشعة السينية وحصل على جائزة نوبل في الفيزياء سنة 1901.
19. غونتر ياوخ (1956–): مقدم برامج تلفزيونية وصحفي.
20. ديتر بولن: (مغني بوب (مودرن توكينغ) ومقدم برامج تلفزيونية ومنتج موسيقي.
21. يان أولريش (1973–): درّاج.
22. شتيفي غراف (1969–):  لاعبة تنس.
23. صمويل هانيمان (1755–1843): طبيب، ابتكر المعالجة المثلية.
24. ديتريش بونهوفر, (1906–1945) theologian and Lutheran pastor. Co-founder of the Confessing Church. Resisted against Nazism, for which he was eventually executed.
25. بورس بيكر (1967–): لاعب تنس.
26. فرانتس بكنباور (1945–): لاعب ومدرب وإداري كرة قدم.
27. أوسكار شيندلر, (1908–1974) industrialist, saviour of 1200 Jews, subject of the novel فلك شندلر and the film قائمة شندلر
28. نينا (1960–): مغنية بوب (99 بالون).
29. هانز ديتريش غينشر (1927–2016): سياسي. نائب المستشار (1974–1982) (1982–1992). وزير الخارجية  (1974–1982) (1982–1992). وزير الداخلية (1969–1974).
30. هاينتس رومان, (1902–1994) film actor (Die Feuerzangenbowle  [لغات أخرى]‏).
31. هارالد شميت,(1957–) comedian, actor and TV presenter (Die Harald Schmidt Show, Harald Schmidt  [لغات أخرى]‏)
32. فريدرش الأول ("فريدرش العظيم"): ملك (1740–1786).
33. إيمانويل كانت (1724–1804): فيلسوف (نقد العقل الخالص)
34. باتريك ليندنر (1960–): مغن ومقدم برامج تلفزيونية.
35. هارتموت إنغلر, (1960–) مغن (فرقة بور)
36. هايدغارد بنجين, (1098–1174) nun, writer, poet, philosopher and composer (Ordo Virtutum, Scivias, هايدغارد بنجين)
37. هاينو (1938–): مغني بوب.
38. ريتشارد فون فايتسكر (1920–2015): رئيس اتحادي (1984–1994).
39. كلاوس فون شتاوفنبرج, (1907–1944) ضابط جيش وناشط مناهض لهتلر.
40. مارلينه ديتريش, (1901–1992) ممثلة ومغنية (الملاك الأزرق).
41. روبرت كوخ (1843–1910) طبيب. Developed فرضيات كوخ of نظرية جرثومية المرض and isolated جمرة خبيثة، السل والكوليرا. حاصل على جائزة نوبل في الطب أو علم وظائف الأعضاء سنة 1905.
42. يوشكا فيشر (1948–): وزير الخارجية (1998–2005) ونائب المستشار (1998–2005).
43. كارل ماي, (1842–1912) روائي (Winnetou).
44. Vicco von Bülow, (1923–2011) comedian, cartoonist, film director, actor and writer (Ödipussi, Pappa Ante Portas, Loriot)
45. ألبيرتوس ماغنوس, (c.1200–1280) philosopher and theologian. Beatified in 1622. Canonized in 1931.
46. رودي فولر (1960–): لاعب كرة قدم.
47. هاينز إرهارت (1909–1979): كوميديان.
48. روي بلاك (1943–1971): مغن وممثل.
49. هاينز هارالد فرينتزين (1967–): سائق سيارات سباق.
50. فولفغانغ أبل: ناشط في حقوق الحيوان.
51. ألكسندر فون هومبولت (1769–1859): عالم نبات ومستكشف.
52. بيتر كراوس (1939–): مغنٍّ.
53. فيرنر فون براون (1912–1977): عالم صواريخ. مخترع صواريخ فاو-2 وساتورن 5.
54. ديرك نوفيتسكي (1978–): لاعب كرة سلة.
55. Campino, (1962–) مغنٍّ (Die Toten Hosen)
56. فرانز جوزيف ستراوس, (1915–1988) politician. Federal Minister of Defence (1956–1962). Federal Minister of Finance (1966–1969). Federal Minister for Atomic Affairs (1955–1956).
57. سيباستيان كنيب, (1821–1883) طبيب. ابتكر طريقة كنايب.
58. فريدريك شيلر, (1759–1805) روائي وشاعر وفيلسوف وكاتب مسرحي (فلهلم تل (مسرحية)، فالنشتاين (شيلر))
59. ريتشارد فاغنر (1813–1883): مؤلف موسيقي (دير رينغ ديس نيبلنغين)
60. كاتارينا فيت, (1965–) figure skater.
61. فريتز فالتر, (1920–2002) footballer, captain of 1954 world championship winners
62. نيكول (فنان), (1960–) pop singer (Ein bißchen Frieden)
63. Friedrich von Bodelschwingh, (1877–1962) theologian. Founder of the Bethel Institution.
64. أوتو ليلينتال, (1848–1896) aviator and inventor. Invented the طائرة شراعية منزلقة.
65. ماريون دونهوف, (1909–2002) journalist.
66. توماس مان: روائي (بودنبروك. قصة انهيار عائلة، الموت في البندقية). حصل على جائزة نوبل في الأدب سنة 1929.
67. هرمان هيسه (1877–1962): روائي (ذئب البوادي، سدهارتا). حصل على جائزة نوبل في الأدب سنة 1946.
68. رومي شنايدر, (1938–1982) ممثلة سينمائية (Sissi). Born in فيينا، النمسا, Schneider had a ألمانيا-فرنسا dual citizenship.
69. Sven Hannawald, (1974–) ski jumper.
70. إليزابيث إمبراطورة النمسا, (1837–1898) better known as "Sissi". Despite being Austrian-Hungarian empress, she was born in ميونخ, which is nowadays part of Germany.
71. Willy Millowitsch, (1909–1999) ممثل وكوميديان.
72. غيرهارد شرودر (1944–): مستشار (1998–2005).
73. جوزيف بويس, (1921-1986-) artist (How to Explain Pictures to a Dead Hare)
74. فريدريك نيتشه (1844–1900): فيلسوف (هكذا تكلم زرادشت)
75. رودي دوتشكه (1940–1979): ناشط وزعيم طلابي.
76. كارل ليمان (1936–) قس.
77. بيته أوزه-روترموند (1919–2001): مستثمرة في مجال صناعة الجنس.
78. نساء الأنقاضen ("rubble women"), nickname for women who rebuild bombed buildings after World War II.
79. كارل فريدريش غاوس, (1777–1855) mathematician and physicist (استفسارات حسابية (كتاب))
80. هيلموت ران, (1929–2003) athlete (football), scorer of winning goal in 1954.
81. آلبرخت دورر, (1771–1528) painter and engraver (Apocalypse, Knight, Death and the Devil, سوداوية 1 (ملنخوليا)  [لغات أخرى]‏).
82. ماكس شميلينج (1905–2005): ملاكم.
83. كارل بنز, (1844–1929) رجل أعمال ومبتكر. اخترع بينز باتينت موتورفاغن، وهي أول سيارة يقوم تشغيلها على البترول.
84. فريدريك الثاني (1194–1250): إمبراطور (1220–1250).
85. Reinhard Mey, (1942–) مغني بوب.
86. هاينرش هاينه, (1797–1856) poet, journalist and novelist (Germany. A Winter's Tale).
87. يوهان جورج ألسر, (1903–1945) worker who tried to assassinate Hitler in 1939, but failed.
88. كونراد دودن, (1829–1911) linguist. Developed the German dictionary دودن.
89. جيمس لاست (1929–2015): مؤلف موسيقي وقائد فريق موسيقي.
90. أوفه زيلر (1936–): لاعب كرة قدم.

## من 101 إلى 200
1. جيني دي لا توري كاسترو (ولدت سنة 1954): طبيبة وناشطة إنسانية بيروفية ألمانية في مجال إعانة المتشردين. ولدت في نازكا.
2. إريش غوتنبرغ (1897–1984): اقتصادي
3. إيمانويل لاسكر (1868–1941) بطل شطرنج.
4. رودلف شتاينر (1861–1925): فيلسوف ومصلح اجتماعي. له كتاب "فلسفة الحرية".
5. إديت شتاين (1891–1925): لاهوتية ألمانية. أُعدمت في أوشفيتز نظرًا لأصولها اليهودية واعتبرتها الكنيسة الكاثوليكية شهيدة وقديسة.
6. فارين أورلاوب (1963–): موسيقي.
7. خافيير نايدو (1971–): مُغنٍّ.
8. نيكولاس كوبرنيكوس (1473–1543): فلكي ورياضياتي، من رواد نظرية مركزية الشمس. ولد في تورون، التي تقع اليوم في بولندا.
9. آدم رييس (1492–1559): رياضياتي.
10. غوتليب دايملر, (1834–1900) business man and inventor. Invented the high-speed liquid petroleum fueled engine, which lead to the creation of the automobile.
11. إريش كستنر, (1899–1974) writer (Emil and the Detectives).
12. روزا لوكسمبورغ, (1871–1919) politician and activist.
13. برتولت بريشت, (1898–1956) writer and playwright (The Threepenny Opera, الأم شجاعة وأبناؤها)
14. تيودور هويس, (1884–1963) politician. President of the Federal Republic (1949–1959).
15. أوتو الأول, (912–973) king (936–973) and emperor of the الإمبراطورية الرومانية المقدسة (962–973).
16. سيغموند فرويد, (1856–1939) psychoanalyst (تفسير الأحلام). Founder of modern تحليل نفسي. Born in بريبور, which was part of النمسا at the time. Nowadays the town is located in the التشيك.
17. Christine Licci (de), businesswoman. Chief of سيتي بنك.
18. ويلهلم بوش, (1832–1908) writer, illustrator and comics artist, (Max und Moritz).
19. هايدغارد هام بروشر, (1921–2016) politician.
20. أودو ليندنبيرغ, (1946–) rock musician.
21. Eugen Drewermann, (1940–): لاهوتي
22. فرديناند ساويربروخ, (1875–1951) physician. Inventor of the Sauerbruch chamber.
23. Peter Maffay, (1949–) pop singer (Du). Born in براشوف، رومانيا.
24. Josef Frings, (1887–1978) كاردينال وناشط في العمل الإنساني.
25. زيلكه فريتزن: اسم وهمي صوّت لصالحه مجموعة من مستخدمي الإنترنت.
26. ماكس بلانك (1858–1947): فيزيائي. وضع نظرية الكم. حصل على جائزة نوبل في الفيزياء سنة 1918.
27. يوهانس راو (1931–2006): سياسي، رئيس فيدرالي 1999–2004
28. جاكوب غريم and فلهلم غريم, aka the الأخوان غريم , linguists and collectors of fairy tales.
29. البارون مونشهاوزن, nobleman whose tall tales inspired Rudolf Erich Raspe's novel The Adventures of Baron von Münchhausen.
30. فيلهلم الثاني, إمبراطور ألماني (1859–1941)(1890–1918).
31. Rudolf Augstein, (1923–2002) journalist and publisher. Founder of دير شبيغل.
32. هاينريش بول, (1917–1985) novelist (The Train Was on Time, شرف كاتارينا بلوم الضائع)
33. رالف شوماخر (1975–): سائق سيارات سباق.
34. آن فرانك, (1929–1945) writer of مذكرات آن فرانك. Moved to the Netherlands when she was young.
35. فريدرش الأول بربروسا ("Barbarossa"), (1122–1190) emperor of the Holy Roman Empire (1155–1190).
36. سيغموند يان, (1937–) cosmonaut. First German in space.
37. Franziska van Almsick, (1978–) swimmer.
38. كليمنس أوقست جراف فون غالين, (1878-1946-) theologian and resistance fighter against the Nazis.
39. لودفيك الثاني, (1845–1886) "the Fairy tale King", king of Bavaria (1864–1886).
40. كارل زايس, physicist and businessman (كارل زايس أى جى)
41. هيلديجارد نيف, (1925–2002) film and theatre actress and singer.
42. ليفي شتراوس, (1829–1902) entrepreneur and inventor. Invented جينز.
43. سيب هيربرغر, (1897–1977) football coach of the 1954 world cup winning team.
44. كلايوس كينسكي, (1926–1991) ممثل مسرحي وسينمائي.
45. إيرنست فيرنر فون سيمنز, (1816–1892) physicist and businessman (سيمنز). Invented the electric elevator.
46. فارديناند بورشيه, (1875–1951) رجل أعمال (بورشه).
47. Peter Scholl-Latour, (1924–2014) صحفي.
48. August Heinrich Hoffmann von Fallersleben, (1798–1874) poet. Wrote the lyrics of the German national anthem.
49. سيجفريد وروي, illusionists and tiger tamers.
50. Christoph Langen, (1962–) bobsledder.
51. ميشيل, (1972–) مغنية.
52. مانفريد فون آردن, (1907–1997) physicist. Invented the مجهر إلكتروني ماسح.
53. غوتفريد لايبنتس, (1646–1716) philosopher and mathematician. Proved مبرهنة فيرما الصغرى.
54. أرتور شوبنهاور, (1788–1860) philosopher (العالم إرادة وفكرة (كتاب)).
55. كورت توخولسكي, (1890–1935) روائي وصحفي.
56. كارل ألبريشت and ثيو ألبرشت, businesspeople (ألدي).
57. Joseph Ratzinger, cardinal (became بندكت السادس عشر in 2005).
58. فيرنر هايزنبيرغ, (1901–1976) physicist. Developed the مبدأ الريبة. حصل على جائزة نوبل في الفيزياء سنة 1932.
59. Harald Juhnke, (1929–2005) ممثل.
60. Till Eulenspiegel, folkloric figure. The only fictional character on the list.
61. غوتس جورج, (1938–2016) ممثل تلفزيوني وسينمائي ومسرحي وكوميديان.
62. رودولف ديزل, (1858–1913) engineer and inventor. Invented the محرك ديزل.
63. ستيفان راب, (1966–) مذيع تلفزيوني وموسيقي.
64. هانز ألبيرس, (1891–1960) مغن وممثل.
65. نينا هاغن, (1955–) punk singer.
66. يوهانس كيبلر, (1571–1630) astronomer and mathematician. Developed the قوانين كبلر, improved the مقراب انكساري.
67. هانس روزنتال, (1925–1987) مذيع إذاعي وتلفزيوني.
68. Rupert Neudeck, (1939–2016) physician, journalist and humanitarian activist (Cap Anamur)
69. ديتر هيلدبراندت, (1927–2013) كوميديان.
70. Marie Theres Kroetz-Relin (de), (1927–2013) ممثلة.
71. Kilian Saum (de), priest and humanitarian activist.
72. Hans Söllner, (1955–) reggae singer.
73. جريجور جيسي, (1948–) سياسي ألماني (شرقي).
74. أرمينيوس, Germanic leader who defeated a Roman army.
75. غونتر غراس, novelist (طبل الصفيح (رواية)). Received the جائزة نوبل في الأدب in 1999.
76. Inge Meysel, (1910–2004) ممثلة سينمائية ومسرحية وتلفزيونية.
77. Hans Hartz, (1943–2002) مغني بوب.
78. كارل لاغرفيلد, (1933–) مصمم أزياء.
79. أوليفر كان (1969–): لاعب كرة قدم.
80. غيرد مولر, (1945–) لاعب كرة قدم.
81. فرديناند فون زبلين, (1838–1917) inventor of the زبلين.
82. نيكولاس أوتو, (1832–1891) engineer and  inventor. Invented the محرك احتراق داخلي.
83. Grete Schickedanz (de), business woman Quelle mail-order entrepreneur.
84. كلارا زتكن, (1857–1933) ناشطة في حقوق المرأة.
85. حنة آرنت, journalist and philosopher.
86. رومان هيرتسوغ, (1934–2017) رئيس اتحادي (1994–1999).
87. هيرمان أوبرث, (1894–1989) فيزيائي صواريخ.
88. كارل فالنتين, (1882–1948) كوميديان وممثل.
89. Frank Schöbel, (1942–) مغني بوب ألماني شرقي.
90. جاكوب فوغر, (1459–1525) businessman.
91. هنري ماسك, (1964–) ملاكم.
92. هيلموت زاكارياس, (1920–2002) عازف كمان.
93. مايكل بالاك, (1976–) لاعب كرة قدم.
94. Bernhard Grzimek, animal scientist and film director (Serengeti Shall Not Die).
95. ريتشارد شتراوس (1864–1949): مؤلف موسيقي (هكذا تكلم زرادشت، أربع أغان أخيرة)
96. إدموند شتويبر (1941–): سياسي.
97. كلاوس شتورتبيكر (1360–1401): قرصان.
98. بيتر فرانكنفلد (1913–1979): مذيع إذاعي وتلفزيوني وكوميديان.
99. ميلدريد شيل: طبيبة وناشطة في العمل الإنساني. أسست جمعية العون ضد السرطان الألمانية.
100. كلوديا شيفر (1970–): موديل.